# What About Love
What About Love – singiel zespołu Heart wydany w 1985 roku.

## Ogólne informacje
„What About Love” to pierwszy singiel promujący ósmy album studyjny zatytułowany Heart. Pierwotnie utwór został nagrany w 1982 roku przez kanadyjski zespół Toronto. Po jego rozpadzie, autor tekstu Brian Allen zagrał demo piosenki Michaelowi McCarty'emu z ATV Music Publishing, który zaoferował je siostrom Wilson. W chórkach wystąpili wokaliści zespołu Starship Grace Slick i Mickey Thomas. Piosenka była tzw. "comebackiem" zespołu po spadku popularności w pierwszej połowie lat 80. Dostała się do pierwszej dziesiątki na liście Billboard Hot 100 i zajęła także 3. miejsce na US Billboard Mainstream Rock.

## Teledysk
Klip został wyreżyserowany przez Davida Malleta. Był on bardzo często pokazywany w MTV.

## Listy przebojów
| Notowanie (1985)               | Pozycja na liście |
| ------------------------------ | ----------------- |
| Australian Singles Chart       | 28                |
| Canadian Adult Contemporary    | 3                 |
| Canadian Singles Chart         | 8                 |
| German Singles Chart           | 43                |
| Polish Singles Chart           | 26                |
| U.S. Billboard Hot 100         | 10                |
| U.S. Billboard Mainstream Rock | 3                 |